# 庫車直隸州
庫車直隸州，即庫車州，是清代新疆省所轄的一個直隸州。光緒十年（1884年）置，治所在庫車回城（今新疆庫車縣城區）。其辖地大致相當於今庫車縣、沙雅縣、新和縣一帶。1913年（民國二年），裁撤，置庫車、沙雅二縣。

## 建置沿革
清代庫車原為庫車辦事大臣管轄區域，隸屬於總理回疆事務參贊大臣，轄庫車、沙雅爾（今沙雅縣）二城。
光緒四年（1878）清軍戡定回疆，設“東四城善後總局”。光緒十年，裁撤庫車辦事大臣，置庫車直隸州，隸屬於阿克蘇道。州本轄回莊一百二十六。清末，庫車直隸州領一縣：
- 沙雅縣，光緒二十九年（1903年）置。轄六十四回莊。

中華民國成立後，廢除府、州，改行省、道、縣制。1913年，庫車直隸州降為庫車縣。